# Игумново (Судиславский район)
Игумново — деревня в Судиславском сельском поселении Судиславского района Костромской области России. 

## География
Деревня расположена у реки Сендега.

## История
Согласно Спискам населенных мест Российской империи в 1872 году деревня Гаврилово относилась к 2 стану Кинешемского уезда Костромской губернии. В ней числилось 30 дворов, проживали 121 мужчина и 97 женщин.
Согласно переписи населения 1897 года в деревне проживало 256 человек (123 мужчины и 133 женщины).
Согласно Списку населенных мест Костромской губернии в 1907 году деревня относилась к Рябковской волости Кинешемского уезда Костромской губернии. По сведениям волостного правления за 1907 год в ней числилось 61 крестьянский двор и 382 жителя. Основным занятием жителей Рябковской волости, помимо земледелия, была возка, пилка и рубка дров, работа дегтярями, угольщиками, корзинщиками, пильщиками, плотниками и рабочими на химических заводах.

## Население
| 2008 | 2010 | 2014 |
| ---- | ---- | ---- |
| 3    | ↘0   | ↗3   |